# One Love (singel Davida Guetty)
One Love – piosenka stworzona na czwarty studyjny album Davida Guetty, One Love (2009). Utwór został wydany jako trzeci singel promujący płytę. W utworze swojego wokalu gościnnie użycza brytyjska wokalistka r’n’b Estelle.

## Lista utworów
CD single
1. „One Love” (Radio edit)
2. „One Love” (Extended)

## Pozycje na listach
| Lista przebojów (2009)             | Najwyższa pozycja |
| ---------------------------------- | ----------------- |
| Australia Singles Chart            | 36                |
| Holandia Top 40 Chart              | 28                |
| Francja Digital Singles Chart      | 46                |
| Niemcy Singles Chart               | 24                |
| UK Singles Chart                   | 46                |
| USA Billboard Hot Dance Club Songs | 4                 |